# Froebel (revista)
Froebel, revista de instrução primária, publicou-se quinzenalmente em Lisboa, entre 1882 e 1884, sob a direção de Feio Terenas, A. Ferreira Mendes, e Caetano Pinto. Na sua criação está o tributo prestado ao pedagogo alemão Friedrich Wilhelm August Fröbel, por uma plêiade de missionários da educação, que trabalham em prol do desenvolvimento da instrução primária, e que, através de investigações e da adaptação de modelos já estudados por mestres na matéria, zelam “pelo progresso da instrução do nosso país”. Assim sendo, na Froebel abordam-se doutrinas sobre pedagogia, criticam-se métodos e compara-se a situação nacional com outras estrangeiras, apelando-se à  introdução de modelos já aplicados noutros países, tudo a bem da modernização da instrução primária em Portugal. Além dos seus diretores, assinam os textos da Froebel: F. Adolpho Coelho, José Elias Garcia, Maria J. S. Canuto, J.M. dos Reis, Constantino Ferreira d’Almeida, J.C. Rodrigues Costa, João José de Sousa Telles, Francisco Ferreira Camões, António Sérvulo da Matta, N.
Alves Correia, João António Simões Raposo, José da Cruz M. Alfaia e António Maria de Freitas.